# الرعاية الصحية في قطر
تعتبر معايير الرعاية الصحية في قطر مرتفعة بشكل عام. ويتمتع المواطنون القطريون بتغطية صحية وطنية، في حين يتعين على المغتربين إما الحصول على تأمين صحي من أصحاب عملهم، أو في حالة العاملين لحسابهم الخاص، شراء التأمين. يعد إنفاق قطر على الرعاية الصحية من بين أعلى الإنفاقات في الشرق الأوسط، حيث تم استثمار 4.7 مليار دولار في الرعاية الصحية في عام 2014. ويُمثل هذا زيادة قدرها 2.1 مليار دولار عن عام 2010. إن مقدم الرعاية الصحية الأول في الدولة هو مؤسسة حمد الطبية، التي أنشأتها الحكومة كمقدم رعاية صحية غير ربحي، والتي تدير شبكة من المستشفيات وخدمات الإسعاف وخدمة الرعاية الصحية المنزلية، وكلها معتمدة من قبل اللجنة المشتركة.

## تاريخ
قبل اكتشاف النفط، كانت الرعاية الصحية تتكون من الطب التقليدي، حيث كان الحلاّقون يقومون بالختان وإجراءات بسيطة أخرى، وكان العشابون يوزعون العلاجات الطبيعية. كان الكيُّ ممارسة بارزة في الطب الشعبي. قبل الشروع في رحلة الغوص بحثًا عن اللؤلؤ، كان البحارة عادةً يخضعون للكي لمنع تطور مشاكل الأذن. وقد استخدمت هذه الممارسة أيضًا لعلاج عدد من الأمراض. كان عبد العزيز بن أحمد آل ثاني، أحد مسؤولي الدولة في ثلاثينيات القرن العشرين وعضو العائلة الحاكمة في قطر، معروفًا بقدرته على علاج الأمراض باستخدام الكي. وكان العلاج بالحجامة أيضًا سمة بارزة في الطب الشعبي. كان يستخدم عادة بالتزامن مع العلاج بالأعشاب، وهو شكل من أشكال العلاج الذي يستخدم الأعشاب التقليدية في الطب الإسلامي. كان الصبار المر هو العشب الأكثر قيمة. ومن العلاجات الطبيعية الأخرى التي يستخدمها القطريون البخور والزعتر والزعفران. كما كان الجراد موضع تبجيل في الثقافة البدوية المحلية بسبب قدراته العلاجية المزعومة، وكان يعتبر من الأطعمة الشهية بسبب خصائصه الغذائية، مما أدى إلى استخدامه كعلف للماشية. من بين جميع أشكال الطب الشعبي، كان العلاج بالأعشاب هو الأكثر شعبية. نادرًا ما تم توثيق الممارسات التقليدية، بل تم تناقلها شفهيًا.
في عام 1943، قرّر الشيخ عبد الله بن جاسم إنشاء أول مستشفى في البلاد بهدف توفير العلاج لابنه حمد بن عبد الله. قبل ذلك، كان على المقيمين القطريين السفر إلى الخارج لتلقي العلاج من أمراض أكثر خطورة، وكانوا يذهبون في أغلب الأحيان إلى مستشفيات البعثة الأمريكية في الكويت أو عمان أو البحرين أو إيران. ونظراً لافتقار عبد الله بن جاسم إلى الموارد، فقد طلب المساعدة من المقيم السياسي البريطاني في قطر. رفض الممثل اقتراحه، وتوجه إلى البعثة الأمريكية، التي وافقت على المساعدة في تمويل وبناء المستشفى. افتتح المستشفى في عام 1947 بسعة 12 سريراً، وكان يعمل به طبيب واحد من البعثة الأمريكية، والذي كان يتناوب على العمل بشكل متكرر. وبحلول عام 1948، كان يزوره حوالي 75 مريضاً خارجياً يومياً. توقفت البعثة الأمريكية عن إرسال أعضاء طاقمها إلى المستشفى في أواخر الأربعينيات أو أوائل الخمسينيات من القرن العشرين، ونتيجة لذلك، تولّت الحكومة المسؤولية الكاملة عن تشغيلها. تأسس مستشفى الرميلة، أول مستشفى حكومي في البلاد، في عام 1957. تم وضع خطط إنشائه في أوائل الخمسينيات من القرن العشرين، وتم منح براءة اختراع تصميمه من قبل المعهد الملكي للمعماريين البريطانيين لمهندسين معماريين بريطانيين في عام 1952.
وتسارعت وتيرة تطوير الخدمات الاجتماعية، بما في ذلك الرعاية الصحية، بعد تولي خليفة بن حمد السلطة في عام 1972، والذي أجرى تغييرات جذرية على تخصيص عائدات النفط. وتضمن ذلك تحويل 25% من عائدات النفط المملوكة للحاكم إلى ميزانية الدولة. لكن ميزانية الصحة سرعان ما عانت بسبب انخفاض عائدات النفط. على سبيل المثال، في عام 1986، كانت هناك تخفيضات بنسبة 10 في المائة في عدد العاملين في العيادات.

## التطوير
تسارعت وتيرة تطوير الرعاية الصحية في منتصف القرن العشرين بعد أن شهدت البلاد عوائد مالية كبيرة من صناعة النفط التي تم إعادة تخصيصها لتوسيع نظام الرعاية الصحية. حاليا، التغطية الصحية هي على المستوى الوطني. لقد جعلت قطر تطوير نظام صحي عام على مستوى عالمي أحد أهدافها الرئيسية من خلال مبادرة رؤيتها الوطنية 2030.
في يونيو 2009، تم تشكيل مجلس قطر للمهن الصحية المتعددة بهدف تعزيز التعاون بين المتخصصين في الرعاية الصحية. ومن شأن هذا أن يؤدي إلى تنفيذ التعليم المهني المشترك في برامج الرعاية الصحية الحالية في مختلف المدارس.
في عام 2012، أعلنت الدولة عن خططها لإدخال نظام رعاية صحية شامل. ويتكون برنامج الرعاية الصحية الشاملة من خمس مراحل، ومن المقرر تنفيذه بالكامل بحلول عام 2015. في "تقرير الرعاية الصحية لدول مجلس التعاون الخليجي لعام 2014" الذي أصدرته شركة ألبن إنترناشيونال، تم تصنيف قطاع الرعاية الصحية في قطر باعتباره الأسرع نموًا في دول مجلس التعاون الخليجي.
أعلن المجلس الأعلى للصحة، الذي يُشرف على قطاع الصحة، عن برنامج "الخطة الرئيسية للمرافق الصحية في قطر" في عام 2014. وكجزء من البرنامج، من المقرر تطوير ما يصل إلى 48 مشروعًا للبنية التحتية للرعاية الصحية في قطر بحلول عام 2020. ويهدف إلى تعزيز المنافسة بين مقدمي الرعاية الصحية من القطاعين الحكومي والخاص. تم إنشاء مجلس قطر للبحوث الطبية. ومن المقرر افتتاح مركز السدرة للطب والبحوث في عام 2017 بهدف ترجمة الأبحاث إلى علاجات عملية.
من المقرر افتتاح كلية الطب في جامعة قطر في عام 2015. تقوم كلية طب وايل كورنيل في قطر بتدريب الأطباء منذ عام 2002. يشكل القطريون حوالي 10% من القوى العاملة في مجال الرعاية الصحية.

## صحة
أنشأت الحكومة شركة التأمين الصحي الوطني التي تدير وتشغل نظام التأمين الصحي الوطني (صحة). ابتداءً من يوليو 2013، تم تغطية الإناث القطريات من سن 12 عامًا فأكثر في مجال أمراض النساء والتوليد والأمومة والحالات الصحية النسائية ذات الصلة. ابتداءً من 30 أبريل 2014، توفر الشركة تغطية تأمينية شاملة للمواطنين القطريين لتلبية احتياجات الرعاية الصحية الأساسية، والتي تشمل جميع العلاجات الطبية وطب الأسنان والبصريات تقريبًا باستثناء جراحة التجميل والطب البديل والأدوية المتاحة دون وصفة طبية.
وكان من المقرر توسيع نطاق المخطط ليشمل العمال الأجانب اعتبارًا من عام 2016. ولكن تم التخلي عن هذا في أواخر عام 2015 بسبب ارتفاع تكلفته.

## البنية التحتية

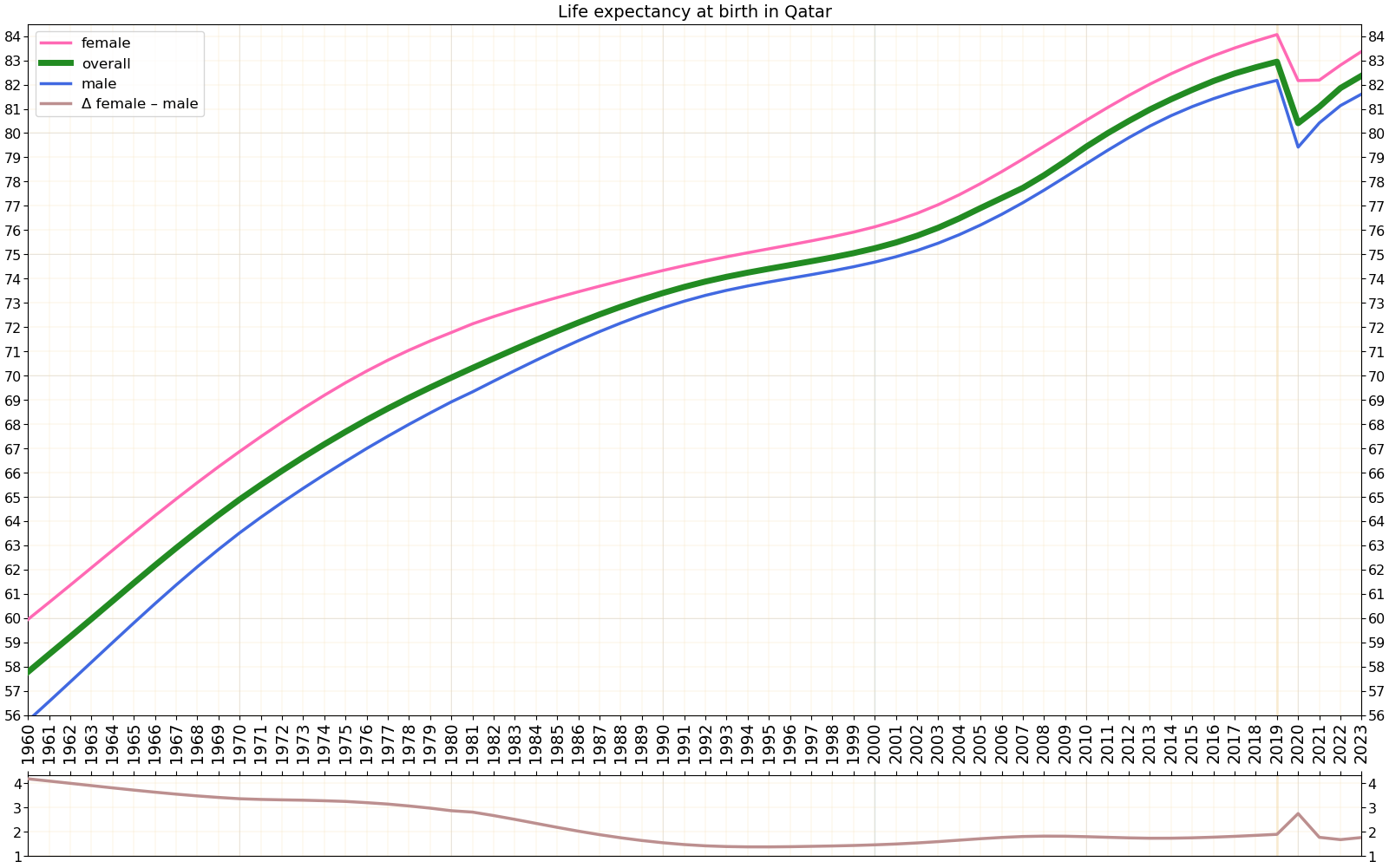
تطور متوسط العمر المتوقع في قطر حسب الجنس

في عام 2010، بلغت الإنفاقات على الرعاية الصحية 2.2% من الناتج المحلي الإجمالي للبلاد؛ وهي النسبة الأعلى في الشرق الأوسط. في عام 2006، كان هناك 23.12 طبيبًا و61.81 ممرضة لكل 10,000 نسمة. بلغ متوسط العمر المتوقع عند الولادة 82.08 سنة في عام 2014، أو 83.27 سنة للذكور و77.95 سنة للإناث، مما يجعله أعلى متوسط عمر متوقع في الشرق الأوسط. تتمتع قطر بمعدل وفيات منخفض بين الرُّضّع يبلغ 7 لكل 100 ألف.
في عام 2006، كان هناك إجمالي 25 سريرًا لكل 10,000 شخص، و27.6 طبيبًا و73.8 ممرضة لكل 10,000 شخص. وفي عام 2011 انخفض عدد الأسِرّة إلى 12 سريراً لكل 10 آلاف نسمة، في حين ارتفع عدد الأطباء إلى 28 طبيباً لكل 10 آلاف نسمة. وعلى الرغم من أن البلاد لديها واحدة من أدنى نسب أسرة المستشفيات في المنطقة، فإن توفر الأطباء هو الأعلى في دول مجلس التعاون الخليجي.

### المستشفيات
اعتبارًا من عام 2010، كان لدى قطر أربعة مستشفيات عامة وخمسة مستشفيات خاصة.
ومن المقرر أن يكون مركز السدرة للطب والبحوث الأول من نوعه في منطقة الشرق الأوسط. تم تمويل المشروع بمبلغ 7.9 مليار دولار أمريكي من قبل مؤسسة قطر للتربية والعلوم وتنمية المجتمع، وهو مشروع واسع النطاق مصمم بمرافق رعاية صحية وتعليمية متطورة تهدف إلى توفير الخدمات الصحية لمنطقة مجلس التعاون الخليجي بأكملها.
مؤسسة حمد الطبية، التابعة لجامعة كورنيل، هي المؤسسة الرائدة في تقديم الرعاية الصحية غير الربحية في البلاد. تأسست مؤسسة حمد الطبية في الدوحة عام 1979 بموجب مرسوم أميري، وتدير ستة مستشفيات متخصصة للغاية ومركزًا للرعاية الصحية: مستشفى حمد العام، ومستشفى الرميلة، ومستشفى النساء، ومستشفى الأمراض النفسية، ومستشفى الخور، ومستشفى الوكرة، ومركز الرعاية الصحية الأولية. كما أنها تدير خدمة الإسعاف الوطنية وخدمة الرعاية الصحية المنزلية. يبلغ عدد الزيارات إلى غرفة الطوارئ حوالي 500,000 زيارة سنويًا.
المستشفيات الخاصة الرئيسية في الدولة هي مستشفى الأهلي، ومستشفى عيادة الدوحة، ومستشفى العمادي، والمستشفى الأمريكي.
يقع مستشفى سوق واقف للصقور في إحدى زوايا الساحة الرئيسية في مدينة الدوحة القديمة، وهو مخصص بالكامل لعلاج الصقور، الطائر الوطني لدولة قطر والحيوان الأليف العائلي المفضل. يقع المستشفى، الذي تم دعمه من قبل الشيخ تميم بن حمد آل ثاني، على عدة طوابق ويتم علاج أكثر من 150 صقرًا كل يوم.

## الإدارة
تم إنشاء المجلس الأعلى للصحة في عام 2005، وهو المسؤول عن تنظيم نظام الرعاية الصحية في قطر. وفي ديسمبر 2015، أصدر المجلس أول ميثاق لحقوق المرضى في البلاد.
يواصل قطاع الرعاية الصحية في قطر النمو مما أدى إلى زيادة الإنفاق. وصل عدد العاملين في مجال الرعاية الصحية إلى أكثر من 11 ألفًا. مع نمو نظام الرعاية الصحية في قطر، تخضع الإدارة أيضًا لتحسينات لتقديم معيار أكثر عالمية لرعاية المرضى. من خلال دمج التعليم المهني المشترك، يتعلم الأعضاء الإداريون كيفية التعاون بشكل أكبر مع بعضهم البعض. بعد إجراء عملية التعليم المهني المشترك، تم تحسين الرعاية الشاملة للمريض وأصبح طاقم المستشفى أكثر كفاءة. سيتعلم المتخصصون في الرعاية الصحية الحاليون في قطر وينفذون ممارسات التعليم المتكامل مع مرور الوقت؛ وسيتعلم المتخصصون الجدد في الرعاية الصحية ممارسات التعليم المتكامل قبل الحصول على الترخيص.
إن المعايير الثقافية في قطر تجعل من الصعب على النساء أن يصبحن عاملات في مجال الرعاية الصحية. الرجال في قطر، أزواج وآباء، أكثر تردداً في السماح للنساء في حياتهم بمزاولة مهنة التمريض. ومع ذلك، فإن أولئك الذين يدخلون مجال التمريض، ما يقرب من 93٪ راضون جدًا عن اختيارهم المهني. وعلى الرغم من الرضا، فإن معدل الإرهاق الوظيفي يبلغ 12.6%، مع ارتفاع معدلات الإرهاق الوظيفي لدى الإناث مقارنة بالذكور.